# Домингес, Хосе Маурисио
Хосе Маурисио Домингес (José Maurício Domingues; род. 1960, Бразилия) — бразильский социолог, сравнительный теоретик, занимающийся социологической и социальной теорией, также работает в области критической теории. С 2010 года профессор в Государственном университете Рио-де-Жанейро, его Института социальных и политических исследований — IESP-UERJ. Лауреат Anneliese-Maier-Forschungspreis (2018).
Получил степень по истории в Папском католическом университете Рио-де-Жанейро (PUCRJ), степень магистра социологии в аспирантуре по политической социологии в Университетском научно-исследовательском институте Рио-де-Жанейро (IUPERJ) и степень доктора философии по социологии в Лондонской школе экономики и политических наук в 1989 году. В 1994 году возвратился в Бразилию, первоначально как постдок. С 1997 по 2000 год профессор Федерального университета Рио-де-Жанейро, затем перешел в Научно-исследовательский институт Университета Рио-де-Жанейро, исполнял обязанности исполнительного директора которого с 2005 по 2007 год. В 2010 году являлся приглашенным исследователем в Кембриджском университете. Посещал Китай, Индию и Израиль. В 2017 году заявлял, что происходящее в Китае — «на самом деле это всего лишь триумф националистического аспекта китайской революции и особая версия капиталистического развития».
Автор книг «Бразилия между настоящим и будущим — эмансипация и история» (2-е издание, Mauad, 2015), «Возвращение социальной теории», «Левые: кризис и будущее» (2017), «Левые для XXI века — горизонты, стратегии, идентичности».